# Felisa Martín Bravo
Pour les articles homonymes, voir Martín et Bravo.
Felisa Martín Bravo, née à Saint-Sébastien le 11 juin 1898 et morte à Madrid le 29 octobre 1979, est une physicienne espagnole.

## Biographie
Dotée d'une solide formation académique, Felisa étudie à l'université centrale de Madrid. En 1922, elle intègre le laboratoire de physique du grand professeur Julio Palacios. En 1926, elle devient la première femme docteure en physique d'Espagne.
Elle enseigne plus tard à l'Instituto-Escuela, liée à l'Institution libre d'enseignement.
En 1931, elle rejoint le Service météorologique espagnol en tant qu'assistante, la première femme et la seule jusqu'en 1935. Elle poursuit en même temps ses travaux de recherche à l'Institut de physique et chimie de l'université de Madrid grâce à une bourse de la chaire Cajal.
En 1932, elle sollicite une bourse pour poursuivre ses études dans le domaine des sciences de l'atmosphère à l'université Cambridge (Angleterre), où travaille son mari, José Vallejo. À la demande du Service météorologique, elle oriente ses recherches sur les sondages atmosphériques. En 1934, elle doit revenir au Service météorologique.
Sa carrière connaît ensuite un coup d'arrêt après la guerre d'Espagne, à l'arrivée au pouvoir du dictateur Franco, qui rend plus difficile l'accès aux femmes dans le monde du travail.

## Postérité
- Pionnière des sciences physiques[6], elle est l'une des grandes personnalités symboliques des droits des femmes acquis sous la Seconde République, mis à mal sous la dictature[7].
- Longtemps victime de l'invisibilisation de sa carrière, elle est célébrée aujourd'hui comme la première femme météorologue d'Espagne[8].